# Либідь (супутник)
«Либідь» — перший український геостаціонарний телекомунікаційний супутник. 

## Призначення
Головним призначенням супутника «Либідь» є формування Національної системи супутникового зв'язку України, в тому числі:
- надання послуг регіонального і закордонного телебачення і радіомовлення;
- безпосереднього телемовлення;
- надання послуг мультимедіа й Інтернет;
- забезпечення передачі даних, телефонії, відеоконференцій та Інтранет на основі VSAT.

Супутник створювався на базі універсальної космічної платформи.
«Либідь» повинен був забезпечити пряму телевізійну трансляцію і швидкісний інтернет-доступ в країнах Східної Європи, частині Азії і на Близькому Сході. Експерти прогнозують підвищений попит на місткості вітчизняного космічного апарата через перехід багатьох закордонних і вітчизняних телеканалів у формат HD.

## Виробництво
Основним підрядником будівництва супутника була визначена канадська компанія MacDonald Dettwiler and Associates (MDA), яка є провідним світовим виробником корисних навантажень для супутників зв'язку. MDA створить для супутника «Либідь» електроніку, запустить космічний апарат в орбітальну позицію 38,2° східної довготи та побудує для нього два центри контролю. Корпус і двигуни супутника будуть побудовані в Україні.
Загальна вартість будівництва космічного апарата і його наземної допоміжної інфраструктури для ДКАУ становить $ 254,6 млн. Для фінансування його будівництва буде взято кредит на 10 років у Експортного агентства Канади (EDC).
Субпідрядником виступав ІСС імені академіка М. Ф. Решетнева, який є відповідальний за супутникову платформу і конструкцію модуля корисного навантаження. Крім того, ІСС здійснює інтеграцію і випробування космічного апарата, його доставлення на космодром, бере участь в передпускових роботах, надає послуги з управління КА на початкових етапах експлуатації та проводить орбітальні випробування платформи. Також ІСС навчає персонал наземного комплексу управління КА «Либідь».
Загалом, вартість виробництва і підготовки супутника до запуску склала понад $ 300 млн.

## Корисне навантаження
Зв'язкове корисне навантаження космічного апарата «Либідь», що поставляється компанією MDA, включає в себе 24 транспондера в Ku-діапазоні, з яких активними є 20. Потужність кожного транспондера складе 100—110 Ватт. У зону покриття променів супутника входять Східна Європа, частина Азії і Близький Схід.

## Орбітальна позиція
Орбітальна позиція супутника, що була запланована (38,2° с.д.), викликала протести з боку французького супутникового оператора Eutelsat, який стверджував, що український супутник може конфліктувати з французькими супутниками на позиції 36° E. На сьогодні Eutelsat пропонує змінити орбітальну позицію українського супутника на 48° пн.д. натомість обіцяючи українській стороні можливість користування ретранслятором одного із супутників компанії.

## Запуск
Запуск національного супутника зв'язку «Либідь» за допомогою ракети-носія «Зеніт-3SLБ» з космодрому Байконур планувався на 2011 рік. Проте згодом дата запуску неодноразово переносилися. У листопаді 2016 року Державне космічне агентство України повідомило про плани запустити «Либідь» у 2017 році. Затримка із запуском була пояснена втратою наземного комплексу управління супутником, створеного біля м. Євпаторії. У результаті було побудовано наземний сегмент в альтернативній конфігурації на території, підконтрольній Україні.
Станом на кінець грудня 2017 року, згідно з інформацією, яку надав голова Державного космічного агентства України Павло Дегтяренко, виникла ситуація, коли в канадської компанії MacDonald Dettwiler and Associates (MDA) з'явилося небажання продовжувати роботу над проєктом, а саме: «MDA, яке є підрядником з розробки та запуску цього космічного апарата, заявило про вихід з проєкту 7 вересня. Протягом цього часу ми зробили ряд зусиль і на урядовому рівні, і на рівні космічного агентства, щоб повернути MDA до проєкту. Зараз вони не згодні.» Окрім цього, сформувалася низка інших об'єктивних і суб'єктивних проблем, які не дали здійснити запуск національного супутника зв'язку «Либідь» у 2017 році.
Згідно з відомостями зі джерел на космодромі Байконур, запуск національного супутника зв'язку «Либідь» у 2018 році також не відбувся з причини відсутності ракети-носія «Зеніт-3SLВФ».
В даний час супутник «Либідь» знаходиться на зберіганні в ІСС імені академіка М. Ф. Решетнева в м. Желєзногорську (Росія).
Станом на 2022 рік супутник не вдалось повернути Україні для застосування.

## Джерело
- Національне космічне агентство України